# بروذر بونز
بروذر بونز (بالإنجليزية: Brother Bones)‏ هو فنان إيقاعي أمريكي، ولد في 4 أكتوبر 1902 في مونتغومري في الولايات المتحدة، وتوفي في 14 يونيو 1974 في لونغ بيتش في الولايات المتحدة.

## وصلات خارجية
- بروذر بونز على موقع ميوزك برينز (الإنجليزية)
- بروذر بونز على موقع ديسكوغز (الإنجليزية)